# Mercedes-Benz Arena (Shanghái)
La Mercedes-Benz Arena (en chino, 梅赛德斯-奔驰文化中心; pinyin, Méisàidésī-bēnchí Wénhuà Zhōngxīn), antiguamente conocido como Centro Cultural de la Exposición Universal de Shanghái y apodada Shanghai Arena, es un estadio cubierto situado en los terrenos de la Exposición Universal de Shanghái de 2010 en Pudong, Shanghái, China. Es propiedad y es operado por AEG.
El estadio tiene capacidad para 18 000 personas e incluye un recinto más pequeño, The Muse Mixing Room, que es un lugar de música en directo con mesas y asientos elevados con vistas a la pista de baile y el escenario principal.
El estadio fue sede de la Exposición Universal de Shanghái de 2010, cuando era conocido como Centro Cultural de la Exposición Universal de Shanghái. Está situado en la zona A de la Expo, al borde del río Huangpu y al lado del Eje Expo. En el período de la Expo albergó una serie de espectáculos, ceremonias y conciertos. Es una de las cinco construcciones que permaneció después de su conclusión.

## Arquitectura
El diseño estuvo a cargo del estudio de arquitectura chino ECADI. En diciembre de 2007 se iniciaron las obras de construcción y dos años más tarde, el 30 de diciembre de 2009, se concluyeron. Su diseño, inspirado en un platillo volador, tiene la apariencia de una concha de mar, que por la noche se convierte con la iluminación en una ciudad flotante. En su interior se ubica un gran escenario que cambia de tamaño y forma en función de las necesidades de cada espectáculo; en su máxima capacidad tiene asientos para 18.000 personas. 
El edificio ocupa un área de 80.000 m², cuenta con 110.000 m² de superficie construida y una altura máxima de 30 m. Su estructura es de acero inoxidable y está recubierto con una pared metálica.

## Nombre
El estadio está patrocinado por Mercedes-Benz en un acuerdo de diez años. y se llama Mercedes-Benz Arena desde 2011.

## Eventos
- Exposición Universal de Shanghái de 2010: como parte de la Expo, WWE Raw Presents SummerSlam el 22 de agosto de 2010 por la World Wrestling Entertainment[4][5]
- 5 de marzo de 2011: Concierto de la banda coreana Super Junior The 3rd Asia Tour – "Super Show 3", con una audiencia de 13000 personas.[6]
- 9 de marzo de 2011: Eagles
- 12 de marzo de 2011:Usher - OMG Tour
- 8 de abril de 2011: Bob Dylan, Quincy Delight Jones II
- 9 de julio de 2011: MCHotDog
- 21 de agosto de 2011:James Blunt
- 30 de septiembre de 2011; El DJ y productor de música estadounidense DJ Shadow actuó en la Mixing Room.[7]
- 5 de noviembre de 2011: Akon
- 9 de diciembre de 2011: TVXQ celebró su "TVXQ Asia Fan Meeting"
- 10 de marzo de 2012: Concierto de la banda japonesa L'Arc-en-Ciel 20th L'Anniversary World Tour 2012.
- 14 de abril de 2012: Concierto de la banda coreana Super Junior Super Junior World Tour - "Super Show 4", con una audiencia de 11000 personas.[6]
- 14 de julio de 2012: Concierto de Jolin Tsai Myself World Tour, con una audiencia de 15000 personas en un escenario de cuatro lados.
- 21 de julio de 2012: Concierto de la banda coreana Big Bang Big Bang Alive Galaxy Tour 2012, con una audiencia de 11000 personas.
- 8 de agosto de 2012: Elton Hercules John
- 25 de septiembre de 2012: Maroon 5
- 24 de noviembre de 2012: Concierto de la cantante estadounidense Jennifer Lopez Dance Again World Tour.
- 3 de marzo de 2013: Adam Lambert
- 9 de marzo de 2013: G-League 2013 Dota 2 Grand Finals de Gamefy
- 17 de mayo de 2013: Jay Chou
- 25 y 26 de mayo de 2013: G-Dragon 2013 1st World Tour: One of a Kind
- 22 de junio de 2013: Concierto de la banda coreana Shinhwa 2013 Shinhwa Grand Tour: The Classic, con una audiencia de 15000 personas.[8][9]
- 13 de agosto de 2013: Grupo de heavy metal americano Metallica (primer espectáculo en China)
- 24 de agosto de 2013: Concierto de la banda coreana Super Junior Super Junior World Tour - "Super Show 5"
- 30 de julio de 2016: Concierto del grupo chino SNH48
- 26 de septiembre de 2016: Grupo de rock británico Queen (primer espectáculo en China)
- 10 de junio de 2017: Joker Xue
- 28 de agosto de 2017: Ariana Grande con la gira Dangerous Woman Tour.
- 20 de noviembre de 2017: Victoria's Secret Fashion Show 2017.
- 20 de agosto de 2019: The International 2019.